# Палеоєвропейські мови
Палеоєвропейські мови (реліктові неіндоєвропейські мови Європи) — умовна назва сукупності в основному давніх мов Європи, що не відносяться до сучасних мовних сімей цього регіону (а саме індоєвропейської, семітської, уральської та алтайської). Південна частина цих мов також називається середземноморськими мовами.
Включають в основному древні мертві мови, за винятком єдиної живої мови — баскської, якою говорить до 1 млн осіб на території Іспанії і Франції. Решта палеоєвропейських мови відомі з написів, субстратних слів, глосів, по ономастиці і топоніміці.

## Термін
Термін «палеоєвропейські мови» є відносно новим і увійшов в широкий обіг в XXI ст. Він створений як аналог раніше існуючого терміна «палеоазійські мови» як сукупність некласифікованих мов, що об'єднуються за територіальною ознакою.
У XIX—XX ст. дослідники воліли використовувати термін «Доіндоєвропейський субстрат», який нерідко піддавався критиці прихильниками гіпотез про автохтонності або ранньому поширенні індоєвропейських мов у Європі. З іншого боку, термін «палеоєвропейські мови» не завжди прийнятний для тих, хто не заперечує неіндоєвропейський характер даних мов, але припускає відносно пізні міграції їх носіїв, що можливо, відбувалися паралельно міграціям носіїв індоєвропейських мов. Прихильники гіпотези «середземноморських мов» локалізують палеоєвропейські мови лише в регіоні Середземного моря і заперечують їх поширення в північніших регіонах Європи.

## Мови по території розповсюдження

### Піренейський півострів
- Тартессійська мова (на півдні півострова)
  - Турдетанська мова — див. також турдетанське письмо
- Іберійська мова
- Аквітанська мова (також була поширена на території сучасної Франції)
- Баскська мова

### Італія
- Етруська мова
- Ретська мова
- Північнопіценська мова
- Лігурійський субстрат (мова стародавньої Лігурії)
- Палеосардська мова
- Сиканська мова

### Егейський регіон і східне Середземномор'я
- Догрецький субстрат
- Мінойська мова
  - Мова лінійного письма A
  - Етеокритська мова (можливо продовження попередньої)
  - Мова критських ієрогліфів
  - Мова Фестського диска
- Кіпро-мінойська мова I і II
- Етеокіпрська мова
- Мова троянського письма
- Неіндоевропейска пеласзька мова — не ідентична мінойській
  - Лемноська мова (мова Лемноської стели, егейсько-тірренська мова)

### Північна Європа
- Догерманський субстрат
- Одна з двох піктських мов — Шотландія
- Івернська мова (догойдельський субстрат) — Ірландія
- Дофінноугорський субстрат — виділяється уралістами у складі саамської мови.

### Північне Причорномор'я
Можливо є індоіранськими мовами .
- Таврська мова — мова таврів південного Криму
- Синдо-меотська мова — мова синдів і меотів західної Кубані

## Генетичні об'єднання і зовнішня мовна спорідненість

### Тірренська сім'я
Серед середземноморських мов деякі дослідники виділяють гіпотетичну Тірренську сім'ю споріднених мов, в яку включають:
- Етруська мова
- Ретська мова
- Мова пеласгів (єдиний пам'ятник: Лемноська стела)
- Кипро-мінойська мова
- Камунська мова (альтернативна гіпотеза: споріднена лігурійській)

### БаскськаіАквітанська мова
За деякими ознаками в пару близькоспоріднених мов також можна об'єднати баскську і Аквітанську мови, території яких, до того ж, є географічними сусідами.
Ось лише деякі зіставлення аквітанських імен з баскськими коріннями::
| Аквітанська             | Баскська       | Значення               |
| ----------------------- | -------------- | ---------------------- |
| Andere, Andre-          | andre          | жінка                  |
| Belex, -belex, -bel(e)s | beltz, bele    | чорний, ворона         |
| Cis(s)on                | gizon          | чоловік                |
| Nescato                 | neska, neskato | дівчинка, молода жінка |
| Sembe-                  | seme (<*senbe) | син                    |
| Seni                    | sein (<*seni)  | хлопчик, брат          |
| Sahar                   | zahar          | старий                 |
| corri                   | gorri          | червоний               |
| -co                     | -ko            | суфікс локативу        |
| -tar                    | -tar           | суфікс локативу        |

### Мови, споріднені Іберійській
Гіпотеза басько-іберської спорідненості не є загальновизнаною.
У рамках гіпотези про лігурський субстрат (Анрі д'Арбуа де Жубенвіль, Юліус Покорний, Пауль Кречмер тощо) лігури і ібери розглядаються як споріднені народи, висхідні до культурі кардіальної кераміки. Народи, що походять від даної культури, проживали на південному середземноморському узбережжі Європи і навіть заселили терен сьогоденної Франції в період задовго до проникнення в Європу кельтів.
До іберійських мов деякі дослідники відносять мову (або одну з мов) піктів. Про схожість іберійської і піктської говорив і Гай Юлій Цезар, що зіткнувся з піктами після вторгнення на Британські острови.

## Гіпотези спорідненості
Існує й розширене розуміння середземноморських мов, що включає кавказькі мови і мови Передньої Азії, що не відносяться до будь-яких мовних сімей. Але припущення про генетичні зв'язки у вузькому або широкому сенсі (зокрема, про басксько-кавказькі зв'язки) не підтвердилися, так що імовірно родинні зв'язки між баскською і грузинською мовою так і не були встановлені. У той же час баскська мова виявляє спорідненість з північнокавказькими мовами в рамках сино-кавказької макросім'ї мов.
Одна з теорій середземноморського субстрату (швейцарський учений Хубшмід) спирається на дослідження топонімічних суфіксів і на доіндоєвропейську лексику в романських мовах, особливо в іспанській (де є і фонетичний середземноморський субстрат) і італійській мовах.